# 그랜트 슈버트
그랜트 루크 슈버트(영어: Grant Luke Schubert, 1980년 8월 1일~)는 오스트레일리아의 전직 필드하키 선수로 포지션은 포워드이다. 그는 오스트레일리아 필드하키 국가대표팀의 일원으로 활동했다. 
그는 국가대표 선수로서 올림픽에 2회 출전했고 2004년 하계 올림픽에서 금메달, 2008년 하계 올림픽에서 동메달을 획득했다. 또한 하키 월드컵에서 우승 1회(2010), 챔피언스트로피에서 우승 3회, 준우승 2회, 오세아니아컵 우승 4회, 코먼웰스 게임 우승 1회를 달성했다.